# آلومری
آلومری (به انگلیسی: Allomerism) عبارت است از شباهت در ساختار بلوری مواد با ترکیب شیمیایی مختلف